# Borotín (Boemia meridionale)
Borotín è un comune mercato della Repubblica Ceca facente parte del distretto di Tábor, in Boemia Meridionale.